# چایر
پنجه‌مرغی (نام علمی: Cynodon dactylon) نام یک گونه از تیره گندمیان است. نام‌های دیگر آن چایر، مَرغ، چکواش، بندواش، سگ واش، علف برمودا و علف دوروا است.
پنجه‌مرغی از علف‌های دستک‌دار است که در مناطق گرمسیری و نیمه‌گرمسیری جهان پراکنش زیادی دارد و در مناطق گرم و نیمه‌گرم هر دو نیمکره زمین تا ارتفاعات ۳ هزار متری یافت می‌گردد. این گیاه در زمره گیاهان چهارکربنه‌ای (C4) به‌شمار می‌آید که در زیستگاه‌هایی چون زمین‌های بایر، کشتزارها و باغ‌ها، کناره‌های جوی‌های آبیاری، کانال‌های زهکشی، اطراف تالاب‌ها، جنگل‌های کم‌پُشت، اراضی بیابانی و مراتع یافت می‌شود.
پنجه‌مرغی در زمره علف‌های هرز مهاجم با قدرت رقابت زیاد در مقابله با سایر گیاهان از جمله گیاهان زراعی- باغی می‌باشد. این گیاه با استعانت از ویژگی تولید ریزوم و دستک قادر به گسترش سریع است ولیکن برای این منظور نیازمند شدت نور و دماهای بالا بویژه در اراضی مشوّش است. پنجه‌مرغی گو اینکه نسبت به تنش خشکی متحمل است ولیکن تمایل زیادی به رشد در اراضی مرطوب نظیر شالیزارها دارد. این گیاه نسبت به شرایط سایه و بروز یخبندان متحمل نیست. ضمناً دستک‌ها و ریزوم‌هایش به شرایط آبکافت حساسند.

## ریخت‌شناسی
پنجه‌مرغی دارای ریشه‌های افشان است که در شرایط خشکی قادرند به جستجوی رطوبت تا ۲ متری عمق خاک نفوذ یابند ولیکن بیشترین توده را در اعماق کمتر از ۶۰ سانتیمتر تشکیل می‌دهد.
گره‌های زمین‌ساقه (ساقه زیرزمینی) در شرایط خاک‌های مرطوب به تولید نوساقه‌های ماشوره‌ای (culm) بعنوان پنجه‌های (tiller) جدید با طول بیش از ۲۵ سانتیمتر می‌پردازند که متعاقباً تبدیل به "دستک هایی" می‌شوند. این "دستک‌ها در سطوحی با تراکم کم به حالت خوابیده (prostrate) بر روی زمین قرار می‌گیرند. ریزوم‌ها معمولاً در عمق ۱۰ سانتیمتری خاک رشد می‌کنند امّا می‌توانند تا عمق ۳۵ سانتیمتری نیز نفوذ یابند. حدوداً ۶۰ درصد ریزوم‌ها و ریشه‌های پنجه مرغی معادل ۶۰۰ گرم در مترمربع در عمق کمتر از ۱ متر، ۳۰ درصد در عمق ۲–۱ متر و ۱۰ درصد در عمق ۳–۲ متر خاک گسترش می‌یابند. ریزوم‌ها می‌توانند تا دو برابر استولن‌ها قطور معادل ۹/۰–۲/۰ سانتیمتر گردند. هر گره ریزوم توسط یک برگچه دکمه‌ای موسوم به "cataphyll" پوشش می‌یابد. هر گره ریزوم و استولن می‌توانند بیش از ۳ جوانه زیست‌پذیر تولید کند.
ساقه‌های هوایی از نوع ماشوره‌ای موسوم به دستک دارای مقطع استوانه‌ای یا مسطح و اغلب بدون پُرز با سایه ای از رنگ ارغوانی هستند. این ساقه‌ها به ارتفاع ۴۰–۸ سانتیمتر و گاهی تا ارتفاع ۹۰ سانتیمتر می‌رسند. فاصله بین گره‌های دستک حدود ۱۰ سانتیمتر است. از خصوصیات بارز پنجه‌مرغی آن است که حداقل ۳–۲ برگ از هر گره ساقه هوایی خارج می‌سازد و بدین طریق از ارزن جویباری و سگ‌واش آبزی متمایز می‌باشد.
برگ‌ها از الگوی متناوب فاصله‌دار در سرتاسر دستک‌ها پیروی می‌کنند. پهنک برگ به رنگ سبز تا سبز مات با حواشی زبر با طول ۱۵–۲ سانتیمتر و عرض ۴–۵/۱ میلیمتر است که بستگی به فاصله گره‌ها روی ساقه هوایی دارد. پهنک برگ‌ها در قاعده بصورت باز، فاقد پُرز یا پُرزدار، سرنیزه‌ای، هم اندازه یا کوتاهتر از طول میان‌گره‌ها، رگبرگ میانی معمولاً غیر مشهود و زاویه ۹۰ درجه بین غلاف و پهنک هستند. ناخنک (ligule) بویژه در طی دورهٔ رویشی گیاه بسیار کوتاه (کوتاهتر از ۵/۰ میلیمتر)، غشائی و حاوی پُرزهای حاشیه‌ای می‌باشد. برگ‌های پنجه‌مرغی فاقد گوشواره هستند و غلاف آن بشکل مدوّر و فاقد پُرز است.
گلدهی پنجه‌مرغی از اواخر تابستان آغاز می‌گردد. ساقه گلدهنده یا گل‌آذین به طول ۲۵ سانتیمتر، چترمانند و شامل ۷–۳ خوشه باریک به طول ۸–۳ سانتیمتر که از یک نقطه (ندرتاً از دو نقطه) به حالت فراهم (whorl) منشعب شده‌اند.سنبلچه‌ها به طول ۳–۲ میلیمتر که در دو ردیف بر روی محور اصلی (rachis) ترتیب یافته‌اند. هر بوته پنجه‌مرغی می‌تواند سالانه بطور متوسط ۹۹–۷۸ عدد گل آذین (۱۱۲۵–۸۷ گل آذین در مترمربع) تولید نماید.

## نگارخانه

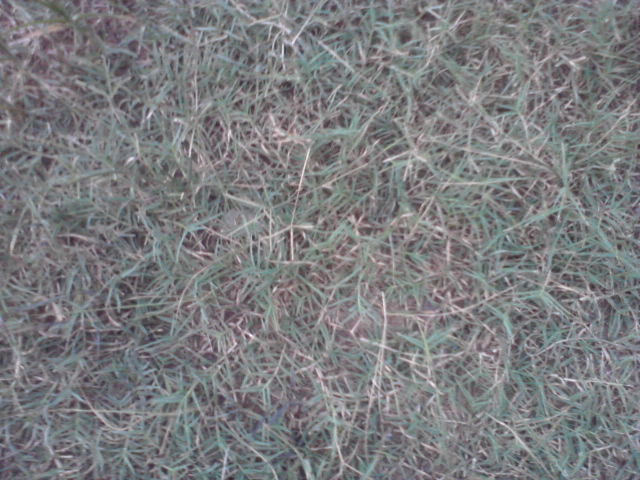
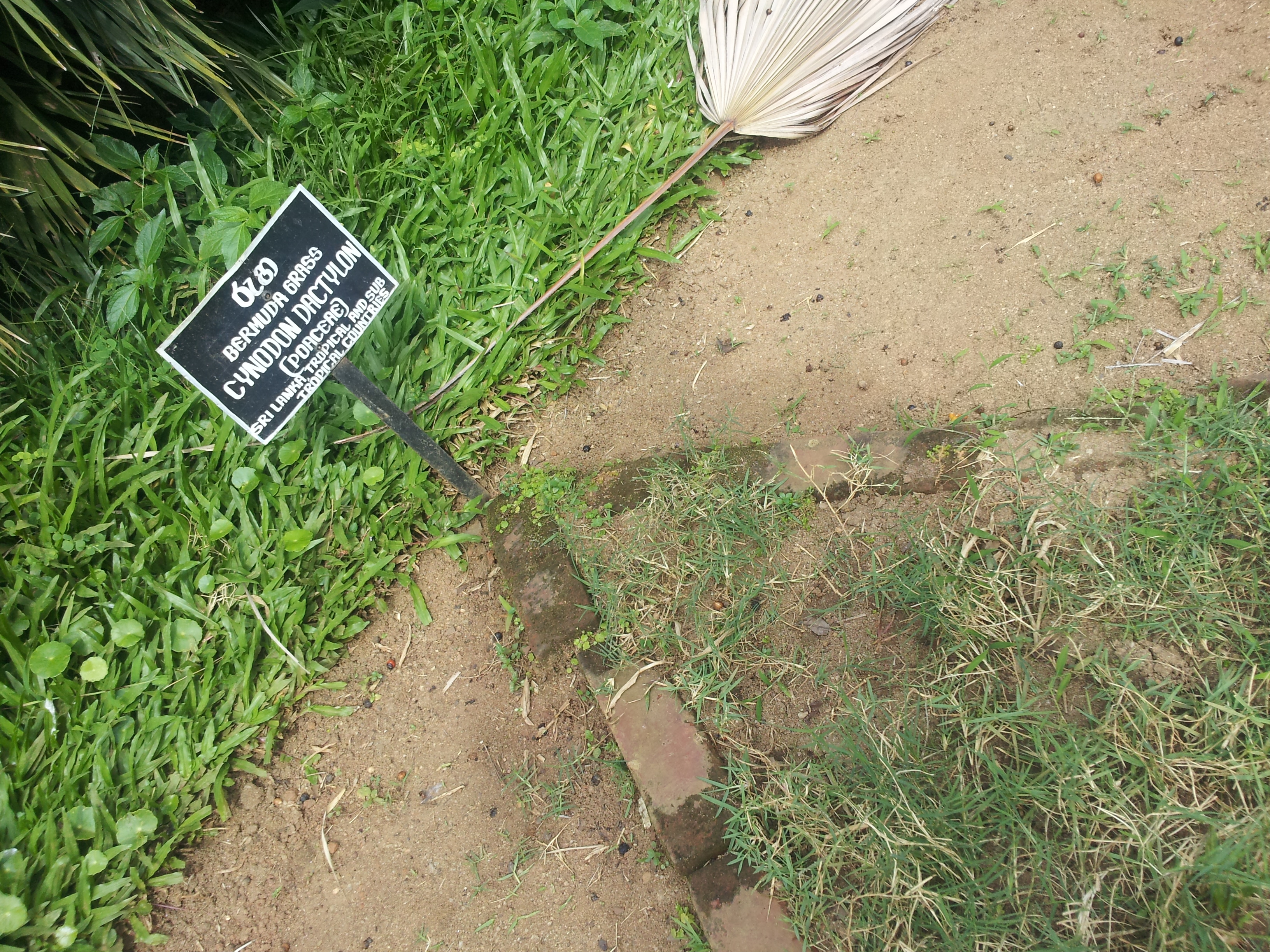
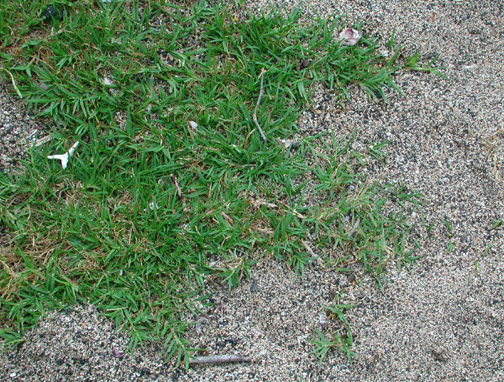